# Rampage (gra komputerowa)
Rampage – komputerowa gra platformowo-zręcznościowa, wyprodukowana przez Bally Midway, Monarch Development, Data East, SEGA, Activision w wersji na różne platformy. Gra została wydana przez różnych wydawców na platformy Atari ST, Commodore 64, APL2, AMI, Nintendo Entertainment System, Sega Master System, Amstrad CPC, Atari 7800, Atari 2600 w latach 1986–1989.

## Rozgrywka
Jako jeden z trzech zmutowanych potworów (Georgie the Big Ape, Lizzie the Lizard oraz Ralph the Wolf) gracz musi zniszczyć wszystkie budynki miasta. Obroną miasta zajmują się śmigłowce atakujące z powietrza oraz żołnierze, wychylający się najczęściej z okien budynków. Każda z postaci ma inne cechy, Ralph the Wolf dysponuje najmocniejszym uderzeniem pięścią, Georgie the Big Ape jest najlepszym skoczkiem a Lizzie the Lizard jest najszybszy. Gra zawiera 80 plansz.
W trybie podzielonego ekranu gry wieloosobowej może uczestniczyć maksymalnie trzech graczy na jednym komputerze.

## Film
Na podstawie gry powstał film Rampage: Dzika furia.